# Florian Andrzejewski (kolarz)
Florian Andrzejewski (ur. 16 lutego 1950 w Rostarzewie, zm. 18 czerwca 1989) – polski kolarz szosowy. Mistrz Polski w jeździe indywidualnej na czas (1976).

## Najważniejsze sukcesy
- 1972
  - 3. miejsce w mistrzostwach Polski w kolarstwie szosowym – jazda indywidualna na czas
- 1974
  - wygrany etap jazdy indywidualnej na czas w Wyścigu dookoła Polski
- 1975
  - 3. miejsce w mistrzostwach Polski w kolarstwie szosowym – jazda indywidualna na czas
- 1976
  - 1. miejsce w mistrzostwach Polski w kolarstwie szosowym – jazda indywidualna na czas
  - 1. miejsce w wyścigu Pasmem Gór Świętokrzyskich
- 1977
  - 2. miejsce w mistrzostwach Polski w kolarstwie szosowym – wyścig ze startu wspólnego
  - 3. miejsce w mistrzostwach Polski w kolarstwie szosowym – jazda indywidualna na czas
- 1978
  - 1. miejsce w Memoriale płk. W. Skopenki